# Семейное счастье (фильм, 1992)
«Семейное счастье» (кит. 家有囍事) — гонконгская комедия 1992 года, снятая режиссёром Клифтоном Ко. Главные роли в фильме исполнили Стивен Чоу, Лесли Чун, Рэймонд Вон, Мэгги Чун, Сандра Нг и Тереза Мо.

## Сюжет
Действие фильма происходит в доме, где живут три брата и с которыми постоянно происходит курьёзные и непредсказуемые ситуации. Старший брат Сеун Мун (Рэймонд Вон) живёт со своей женой Ленг (Сандра Нг) и любовницей (Шейла Чан), которую он привёл из-за того, что жена не следила за своим внешним видом. Средний брат Сеун Со (Лесли Чун) — флорист, который ведёт себя, как гей, но при этом утверждает, что он натурал. Младший брат — диджей Сеун Фун (Стивен Чоу), который каждый день встречается с новой девушкой. Но всё меняется, когда он встречает Холли-Юк (Мэгги Чун).

## В ролях
- Стивен Чоу — Сеун Фун
- Мэгги Чун — Холли-Юк
- Лесли Чун — Сеун Со
- Тереза Мо — Леунг Мо Сеун
- Рэймонд Вон — Сеун Мун
- Сандра Нг — Ленг, жена Муна
- Шейла Чан — Шейла, любовницы Муна
- Ли Хын Кам — мама Сеунгов
- Кван Хой Сан — папа Сеунгов
- Клифтон Ко — раздраженный посетитель караоке
- Винсент Кок — японский бизнесмен
- Лолетта Ли — подружка Фуна
- Вонг Квонг-Люнг — брата Квонга
- Эндрю Юен — Кай-мин
- Чери Хо — Доллин
- Чоу Чи-фай — доктор